# Rhizopus oryzae
Espèce
Rhizopus oryzae est une espèce de champignons microscopiques appartenant aux moisissures nobles (auxiliaires de l'industrie chimique ou alimentaire). C'est le Choum-choum des Chinois, qui intervient dans la fabrication de l'alcool de riz distillé, le Baijiu (白酒), notamment la fermentation de l’amidon de riz en anaérobiose.
Son utilisation s'est ensuite généralisée en fermentation alimentaire pour sa capacité à sécréter de la maltase et dextrinase, qui lui permettent de transformer en alcool, non seulement le maltose, mais aussi l'amidon.
Étudié par Albert Calmette (le C du "BCG"), le choum-choum ouvrit la porte à la fabrication industrielle de l'alcool de grains, à partir du blé ou de pommes de terre.
Cette espèce est également utilisée pour la production d'acide lactique (d'où son nom japonais de nyuusan-kin (乳酸菌, champignon à acide lactique)).
On confond souvent ce champignon avec Aspergillus oryzae, un Ascomycète tout aussi important dans la fabrication du kōji (ferment ou moût du saké japonais et du miso), à cause aussi sans doute de la ressemblance des épithètes.